# أوسكار لوبيز
أوسكار لوبيز (بالإسبانية: Óscar López Hernández) (11 مايو 1980 ساردانيولا ديل فاليس إسبانيا - ) هو لاعب كرة قدم إسباني يلعب كمدافع.

## روابط خارجية
- أوسكار لوبيز على موقع قاعدة بيانات كرة القدم.إي يو (الإنجليزية)
- أوسكار لوبيز على موقع Soccerway.com (الإنجليزية)
- أوسكار لوبيز على موقع عالم كرة القدم.نت (الإنجليزية)